# Carl Alstrup
Carl Alstrup, född den 11 april 1877 i Köpenhamn i Danmark, död den 2 oktober 1942, var en dansk skådespelare och regissör. 

## Biografi
Alstrup turnerade 1896–1904 i danska landsorten. 1904–1911 var han anställd vid Frederiksbergs teater, 1911–1913 vid Centralteatret, 1913–1922 och 1923–1928 vid Scala-teatret, samt 1922–1923 vid Betty Nansen Teatret. 1928 var han ledare för Sönderbro teater.

## Regi
- 1910 - København ved Nat

## Filmografi roller i urval
- 1942 - Nattexpress 903
- 1935 - Det gyldne smil
- 1922 – Lord Saviles brott
- 1921 – Kärlek och hypnotism
- 1920 – Skomakarprinsen
- 1910 – København ved Nat

## Scenroller (ej komplett)
| År   | Roll                      | Produktion                                                           | Regi         | Teater           |
| ---- | ------------------------- | -------------------------------------------------------------------- | ------------ | ---------------- |
| 1922 | Anathole                  | Madame Sherry Hugo Felix, Maurice Ordonneau, Benno Jacobson          | Ernst Eklund | Blancheteatern   |
| 1924 | Moritz Dragomir Populescu | Grevinnan Mariza Emmerich Kálmán, Julius Brammer och Alfred Grünwald |              | Scala, Köpenhamn |